# Михаило Стајић
Михаило Стајић (18. новембар 1887 — 29. новембар 1978) био је српски и југословенски коњички официр, дивизијски генерал Југословенске војске, командант Краљеве гарде, учесник Балканских ратова, Првог светског рата и Априлског рата, носилац Карађорђеве звезде.

## Биографија
Рођен је 18. новембра 1887. године.
Од 23. марта 1934. године до 27. новембра 1937. године, пуковник Стајић је био начелник штаба Четврте армијске области. У чин бригадног генерала је унапређен 6. септембра 1935. године у част краљевог рођендана.
На дужности начелника штаба Инспектората је био до 5. јуна 1940. године, када је прешао на место команданта Шумадијске дивизијске области до 23. октобра 1940. године. У чин дивизијског генерала је унапређен 1. децембра 1940. године на Дан уједињења.
Од 23. октобра 1940. до 27. марта 1941. године је био командант Краљеве гарде. Учествовао је у Априлском рату 1941. године, као командант позадине Пете армије. Заробљен је и рат провео у заробљеничком логору, а након рата није наставио војну службу.
Умро је 29. новембра 1978. године.

## Одликовања
- Орден Карађорђеве звезде IV степена